# 台湾牛蚁
台湾牛蚁（学名：Myrmecia formosa）是一种独产于澳大利亚的蚂蚁，属于犬蚁属。它们在澳大利亚的分布情况已在新南威尔士州得到了研究和收集。 
台湾牛蚁是一种小型牛蚁，该物种的工蚁体长仅为 10-13 毫米左右。基唇、前胸背板、中胸背板和节为血红色，腹部、胸部两侧、头部的一半和其他部位为黑色，腿为棕色，跗节为红色，上颚和触角为红黄色。与其他牛蚁相比，该物种的颜色十分与众不同。   
由于翻译错误，该物种被命名为了“台湾牛蚁”。可实际上台湾岛并没有任何牛蚁的记录。